# Volkswagen Challenger 2003
Il Volkswagen Challenger 2003 è stato un torneo di tennis facente parte della categoria ATP Challenger Series nell'ambito dell'ATP Challenger Series 2003. Il torneo si è giocato a Wolfsburg in Germania dal 17 al 23 febbraio 2003 su campi in sintetico indoor.

## Vincitori

### Singolare
Axel Pretzsch ha battuto in finale  Arvind Parmar con il punteggio di 6(1)–7, 7–6(5), 6–4

### Doppio
Karsten Braasch /  Axel Pretzsch hanno battuto in finale  Alexander Peya /  Aisam-ul-Haq Qureshi con il punteggio di 6–4, 6–2